# Spanien i olympiska sommarspelen 1924
Spanien deltog med 95 deltagare vid de olympiska sommarspelen 1924 i Paris. Ingen av landets deltagare erövrade någon medalj.